# صدف‌های قلمی
صدف‌های قلمی (نام علمی: Pinnidae) نام یک تیره از زیررده باله‌ای‌شکلان است.این نوع صدف ها در طبقه بندی علمی جانوران در شاخه نرم تنان و در رده دوکفه ای ها قرار می گیرند.برخی از گونه های این نوع صدف ارزش غذایی دارند.